# Topalu
Topalu é uma comuna romena localizada no distrito de Constanţa, na região de Dobruja. A comuna possui uma área de 79.29 km² e sua população era de 1831 habitantes segundo o censo de 2007.